# Agencia de Servicios Fronterizos de Canadá

La Agencia de Servicios Fronterizos de Canadá (ASFC) (en francés, Agence des services frontaliers du Canada (ASFC); en inglés, Canada Border Services Agency (CBSA)) es una agencia federal canadiense responsable de la vigilancia de las fronteras, la inmigración y los servicios aduaneros. La Agencia fue creada el 12 de diciembre de 2003.
La CBSA supervisa aproximadamente 1.200 centros de servicio alrededor de Canadá, y 39 en otros países. Emplea a más de 12.000 servidores públicos, y ofrece servicio continuo e ininterrumpido en 119 cruces fronterizos terrestres y trece aeropuertos internacionales.
Se destaca que desde los atentados del 11 de septiembre en Estados Unidos, las autoridades fronterizas de Canadá han puesto un nuevo énfasis en la seguridad nacional y la seguridad pública. De hecho, Canadá y los Estados Unidos por la Declaración de Frontera Inteligente', firmada por John Manley y Tom Ridge, han puesto como prioridad los objetivos de cooperación relativos a las operaciones fronterizas entre los dos países.

## Historia
Antes de 2004, la seguridad fronteriza en Canadá estuvo a cargo de tres organismos existentes:
- la Agencia Canadiense de Aduanas e Impuestos (ACAAT)
- el Departamento de Ciudadanía e Inmigración de Canadá (CIC)
- y la Agencia Canadiense de Inspección Alimentaria (CFIA)

El 12 de diciembre de 2003 (el mismo día en que Paul Martin, se convirtió en primer ministro de Canadá), se creó la ASFC en un intento de abordar ciertas cuestiones que se encontraban en revisión por el Auditor General de Canadá, incluyendo la incapacidad de compartir información con cierto nivel de seguridad y por ciertas deficiencias en la comunicación interinstitucional. La creación de la Agencia fue formalizada con la Ley Canadiense sobre la Agencia de Servicios Fronterizos, cuya firma real se dio el 3 de noviembre de 2005.
El 6 de julio de 2010, a la CBSA se le concedieron sus propios símbolos oficiales: un escudo de armas y una insignia heráldica por la Autoridad Heráldica de Canadá. La ceremonia de inauguración fue la última función a la que asistió Su Majestad la Reina Isabel II como parte de una Gira Real a través de Canadá en 2010. A la ceremonia también asistieron la gobernadora general Michaelle Jean y el primer ministro, Stephen Harper.

## Responsabilidades

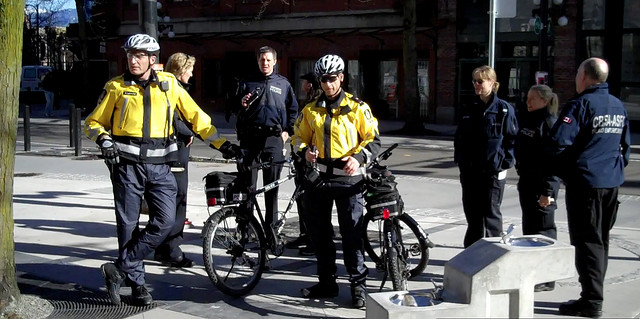
Oficiales de la ASFC junto a algunos agentes de la Policía de Columbia Británica

La Agencia tiene como responsabilidades legales y reglamentos las siguientes funciones:
- La administración de la legislación que rige la admisibilidad de personas y bienes, plantas y animales dentro y fuera de Canadá
- Detener aquellas personas que puedan suponer una amenaza a Canadá.
- Impedir la entrada a las personas que no son admisibles a Canadá, incluyendo aquellas involucradas en actividades de terrorismo, crimen organizado, crímenes de guerra o crímenes contra la humanidad.
- Impedir la entrada o salida de bienes ilegales.
- La protección de la seguridad alimentaria, control vegetal, animal y sobre los recursos básicos de Canadá.
- Promoción de las empresas canadienses y sus beneficios económicos mediante la administración de la legislación comercial y de los acuerdos comerciales, cumpliendo con las obligaciones internacionales de Canadá.
- La aplicación de medidas correctivas comerciales que ayuden a proteger la industria canadiense de los efectos perjudiciales del dumping y las subvenciones a las mercancías importadas.
- La administración de un mecanismo de reparación justo e imparcial.
- Promover los intereses de Canadá en diversos foros internacionales y organizaciones internacionales.
- Recaudar los derechos e impuestos aplicables a las mercancías importadas.

## Inmigración a Canadá
La ASFC desempeña un papel clave en el control migratorio canadiense, ya que ha asumido el control de la puerta de entrada al país y hace cumplir los mandatos anteriormente realizados por el Departamento de Ciudadanía e Inmigración de Canadá. La agencia detiene y deporta las personas que ingresan o que se encuentran ilegalmente en Canadá. Su función toma importancia, pues a finales de 2003 había más de 200.000 inmigrantes ilegales en Canadá (especialmente residentes de Ontario). En muchos casos, son solicitantes de asilo cuyas solicitudes como refugiados fueron rechazadas por la Junta de Inmigración y Refugiados de Canadá.
Recientemente, ha habido un aumento en el número de inmigrantes ilegales desde San Pedro y Miquelón que viajan en embarcaciones improvisadas. El alto desempleo en dicha territorio francés ha provocado este aumento, el cual ha sido reconocido por el Gobierno de Francia. Con respecto a este problema, la ASFC y la Marina Real de Canadá están considerando aumentar el número de patrullas marinas para interceptar a los inmigrantes ilegales. Aunque los residentes de estas islas legalmente podrían viajar a Francia, los costos elevados de viaje y una mayor cercanía (5,5 millas náuticas - 10 km), han hecho que el paso en barco hasta la provincia canadiense de Terranova, sea más atractivo para los inmigrantes en búsqueda de un mejor futuro económico.

## Exámenes, allanamientos y decomisos
Todas las personas y los bienes que entran en Canadá están sujetas a examen por agentes de la ASFC. Un examen puede ser tan simple como un par de preguntas, pero también puede incluir un examen del vehículo o del equipaje del viajero, e incluso, un interrogatorio más intenso. La intensidad de un examen depende de los motivos razonables que el oficial de migración necesite para garantizar el cumplimiento de la legislación aduanera y de inmigración. A los oficiales de la ASFC se les ha delegado cierta autoridad bajo la Ley de Aduanas y la Ley de Protección de Inmigración y Refugiados. Por otro lado, estos oficiales también pueden hacer cumplir otras leyes del Parlamento, ya que son designados como Oficiales de Paz en el marco del Código Penal de Canadá.
La agencia también tiene a su cargo la defensa de entrada a Canadá de elementos obcenos, tal como lo hizo en febrero de 2009 cuando se detuvo y se prohibió la entrada de dos películas de cine para adultos del director Michael Lucas.

## En la cultura popular
Esta agencia federal canadiense se hizo conocer de muchos televidentes gracias a la serie canadiense The Border en 2008.